# Jasień (gmina w województwie rzeszowskim)
Jasień – dawna gmina wiejska istniejąca w latach 1952–1954 w woj. rzeszowskim (dzisiejsze woj. podkarpackie). Siedzibą władz gminy był Jasień (od 1994 w granicach Ustrzyk Dolnych).

## Historia

### Gmina jednostkowa
Jako gmina jednostkowa, gmina Jasień była częścią składową powiatu leskiego w woj. lwowskim. 1 sierpnia 1934 roku jednostka weszła w skład nowo utworzonej zbiorowej gminy Ustrzyki Dolne (w tymże powiecie i województwie).

### 1952–1954
Jako gmina zbiorowa, gmina Jasień została utworzona dopiero 1 stycznia 1952 roku w woj. rzeszowskim, w nowo powstałym powiecie ustrzyckim, z części terenów nabytych od ZSRR w ramach umowy o zamianie granic z 1951 roku. W skład gminy wszedł także niewielki fragment rejonu strzyłeckiego, należący przed wojną do gminie Ławrów (stoki Mszańca między Bandrowem Narodowym a Bystrem).
W dniu 1 lipca 1952 gmina Jasień w dalszym ciągu nie została podzielona na gromady. Doszłо do tego 29 września 1952, kiedy obszar gminy podzielno na 11 gromad (sołectw):
- Bandrów Narodowy (wieś Bandrów Narodowy, 2806,59 ha);
- Brzegi Dolne (wieś Brzegi Dolne, 1516 ha);
- Hoszowczyk (wieś Hoszowczyk, 601,14 ha);
- Hoszów (wieś Hoszów, 1055,58 ha);
- Jałowe (wieś Jałowe, 465,98 ha);
- Jasień (wieś  Jasień, 547,44 ha);
- Łodyna (wieś Łodyna, 1096,42 ha);
- Moczary (wieś Moczary, 690,12 ha);
- Równia (wieś Równia, 1170,18 ha);
- Stebnik (wieś Stebnik, 1395,77 ha);
- Strwiążyk (wieś Strwiążyk, 551 ha);

21 września 1953 roku do gminy Jasień przyłączono gromadę Ustjanowa Górna z gminy Łobozew w tymże powiecie.
Gmina została zniesiona 29 września 1954 roku wraz z reformą wprowadzającą gromady w miejsce gmin.
Jednostki nie przywrócono 1 stycznia 1973 roku po reaktywowaniu gmin, a jej dawny obszar wszedł w całości w skład reaktywowanej gminy Ustrzyki Dolne. 27 czerwca 1994 Jasień włączono do Ustrzyk Dolnych.